# Buddyzm w Tybecie – kalendarium

## Wstęp
Powstanie i rozwój buddyzmu w Tybecie ściśle zbiega się z ostatnim etapem rozwoju buddyzmu na terenach, gdzie obecnie znajdują się Nepal, Indie, Pakistan i Afganistan, a ówcześnie znajdowały się królestwa indyjskie oraz Oddijana, kiedy podczas rządów króla Trisong Decena (755–797 r. n.e.) buddyzm stał się religią narodową i w tej formie przetrwał w ramach „starożytnych przekazów” ningma do czasów obecnych, a w XI wieku nastąpiło drugie przeniesienie i rozwój nauk i przekazów buddyjskich z Indii w ramach tzw. „nowożytnych przekazów” sarma przez wielu tłumaczy i mahasiddhów indyjskich i tybetańskich, kładąc podwaliny pod trzy nowe główne tradycje sakja, kagju i gelug. Buddyzm tybetański w odróżnieniu od innych odmian buddyzmu przechował do czasów obecnych cały zakres rozwoju buddyzmu w Indiach, gdzie rozwijano przekazy hinajana, mahajana i wadżrajana.
Kulminacyjnym tybetańskim etapem owego rozwoju były synteza sutr i tantr wykonana przez Dzie Tsongkhapę (1357–1419 r. n.e.), który zjednoczył wszystkie istotne „nowożytne przekazy” w ramach jednej kombinacji monastycznych studiów i praktyk tradycji gelug oraz rewitalizowanie nauk sutr i tantr w ramach wielu kolekcji sarma i ningma scholastyka Dziamgon Kongtrul Lodro Thaje (1813-1899) związanych z ruchem rime, który w odróżnieniu od syntezy Tsongkhapy zebrał przekazy tantr, term i nauk uwzględniając ich różnorodność, odrębność i oryginalność. Z tego względu do czasów obecnych stosuje się podział buddyzmu Tybetu na osiem wielkich systemów praktyk oraz syntezę praktyk w ramach tradycji gelug. Od roku 1959 na skutek inwazji Tybetu i aneksji tego wówczas niepodległego państwa przez komunistyczne Chiny Dalajlama XIV i wielu wybitnych uczonych i mistrzów buddyzmu tybetańskiego zmuszonych zostało do opuszczenia Tybetu i udania się na emigrację. Buddyzm tybetański wkroczył wówczas w nową erę rozwoju we wcześniej niedostępnych dla buddyzmu krajach Zachodu oraz w pozostałych buddyjskich i niebuddyjskich krajach świata. Obecnie jest główną religią Tybetu i jego regionów sąsiadujących (np. Bhutanu, Nepalu, Sikkimu i Ladakhu) oraz główną religią Mongolii i kilku republik autonomicznych Federacji Rosyjskiej (np. Buriacji i Kałmucji).

## Kalendarium
około roku 173 – Zainicjowany został przekaz buddyzmu do Tybetu za czasów panowania króla Lha Thothori Nyantsen.
do 650 – król Soncen Gampo wybudował dwie główne świątynie w Lhasie Rasa Trulnang Tsuglag Kbang i Ramoche Tsuglag Khang. Wysłał ministra i tłumacza Thonmi Sambhotę (wylie. thon mi sam bho Ta, ur. ok. 619 r. n.e.) do Indii, który utworzył alfabet tybetański oraz zaprosił Acharya Kumara, Shankara i nepalskiego Acharya Shilmanju w celu tłumaczenia i popularyzowania buddyjskich pism. Zawarł małżeństwo z chińską księżniczką o imieniu Wencheng, sprowadził posąg buddy Siakjamuniego zwany Dzioło Dzie oraz poślubił nepalską buddyjską księżniczką o imieniu Bhirkuti i założył pierwsza tybetańską świątynię buddyjską ku czci Awalokiteśwary.
do 797 – Król Trisong Decen (755- r.n.e.) oficjalnie ustanowił buddyzm jako religię państwową Tybetu. W tym celu zaprosił wielu uczonych buddyjskich oraz mnichów, którzy zapoczątkowali rozwój ordynacji mnisiej według tradycji sarvastivada oraz przekaz sutr (patrz artykuł hinajana w buddyzmie tybetańskim), założył pierwszy klasztor Samje niedaleko od Lhasy oraz zapoczątkował rozwój wadżrajany i aktywność wielu tłumaczy buddyjskich i adeptów tantr wśród których był tybetański tłumacz Wajroczana. Głównym z zaproszonych był indyjski pandita Śāntarakṣita, opat indyjskiego centrum monastycznego Nalanda, który odpowiadał za pełną edukację Tybetańczyków z pism buddyjskich, oraz wielki mahasiddha Padmasambhawa, który odpowiadał za pełny przekaz wadżrajany do Tybetu.
do 841 – Król Langdarma, który sympatyzował z szamańską religią bön, doprowadził buddyzm w Tybecie niemal do zaniku. Przekaz z okresów Trisong Detsena przetrwał głównie poprzez odnajdywanie „ukrytych skarbów” zwanych termami, którym „starożytne przekazy” ningma zawdzięczają swoje późniejsze odrodzenie za sprawą takich uczonych jak Longczenpa (1308–1363 r. n.e.), oraz nieliczne unikalne przekazy świeckich adeptów i nielicznych mnichów, np. w „starożytnych” przekazach szkoły sakja.
do 1054 – Prekursorem kadam jest zaproszony do Tybetu Dżoło Dzie Atiśa (bengali. Ôtish Dipôngkor Srigên) pandita z bengalskiego centrum monastycznego Vikramashila, drugiego obok Nalandy najbardziej znaczącego centrum edukacji buddyjskiej w Indiach oraz jego dzierżawca i tybetański tłumacz Dromton (wylie. Drom-tön Gyal-we Jungne, 1005–1064 r. n.e.).
do 1077 – Prekursorem sakja „nowożytnego przekazu” (sarma (buddyzm)) jest Drokmi Lotsała Shakya Yeshe.
do 1097 – Prekursorem kagju jest tłumacz kształcony m.in. przez Drogmi Lotsałę jogin Marpa Lotsała Chökyi Lodro.
do 1109 – Tybetański tłumacz Ngok Lotsała Loden Sherab (rngog lo tsA ba blo ldan shes rab) na podstawie wielu spotkań z indyjskimi panditami przełożył wiele dzieł filozoficznych m.in. o prawomocnym poznaniu (sanskryt. pramana, ang. logic/valid cognition).
do 1139 – Prekursorem szangpa jest Khyngpo Naljor.
do 1098 – Za sprawą takich tybetańskich mistrzów jak Ra Chörab zainicjowany został przekaz Jordruk najbardziej rozbudowanej w buddyzmie tantry Kalaczakra.
ok. 1150 – Tybet odwiedzał mahasiddha Pa Dampa Sangye (wylie. Dam pa sangs rgyas) zapoczątkowując przekaz linii Shije oraz czöd.
ok. 1204 – Tybetański tłumacz Tropu Lotsała (Khro-phu Lo-tsa-ba Byams-pa dpal) zaprosił do Tybetu indyjskiego mistrza Shakyashribhadra, ostatniego dzierżawcy tronu sławnego instytutu monastycznego Nalanda tuż sprzed inwazji muzułmańskich, który w towarzystwie swoich mnichów przekazał ponownie ordynację mnisią Vinaji sarvastivada do Tybetu, gdzie najbardziej znanym mnichem został Sakja Pandita oraz potwierdził autentyczność przekazu ningma w Indiach, np. tantry Guhyagharba.
do 1251 – Królem Tybetu zostaje Sakja Pandita Kunga Gyeltsen z sakja. Kubilaj-chan (1215–1294 r. n.e.) uznaje w 1253 r. n.e. Drogön Chögyal Phagpa (1235–1280 r. n.e.), bratanka Sakja Pandity, jako swojego najwyższego mistrza duchowego i doradcę w sprawach politycznych i tym samym Sakja Pandita inicjuje początek długich związków między duchowymi przywódcami Tybetu a mongolskimi władcami, które wieki później zastąpili dalajlamowie oraz buddyzm tybetański jako główną religię Mongolii i związanej z nią Buriacji.
do 1364 – „Nowożytne przekazy” sarma (buddyzm) ugruntował wielki scholastyk Buton Rinczen Drup ze szkoły sakja, który zebrał wszystkie nauki zweryfikowane wtedy jako pochodzenia od Buddy Siakjamuniego w kolekcji Kangjur oraz buddyjskie traktaty i tantry w kolekcji Tengjur.
do 1419 – Synteza sutr i tantr wykonana przez Dzie Tsongkhapę, który zjednoczył wszystkie istotne „nowożytne przekazy” w ramach jednej kombinacji monastycznych studiów i praktyk tradycji gelug.
1450 – w Bhutanie urodził się Pema Lingpa, czwarty z pięciu głównych tertonów w buddyzmie, który utworzył w pełni bhutańską odmianę tradycji ningma
do 1478 – Ze względu, że wiele niezweryfikowanych nauk i tantr czasów Trisong Detsena oraz term nie znalazło się w tych kolekcjach terton i scholastyk Ratna Lingpa (1403–1478 r. n.e.) zebrał je w alternatywnej kolekcji „Zebranych Tantr Ningma” (transliteracja Wyliego: sNying ma rgyud 'bum).
od 1616 – Ngawang Namgyal przybył do Bhutanu, zjednoczył kraj wprowadzając system dwuwładzy świeckiej i religijnej oraz ustanowił tradycję drukpa kagju jako główną bhutańską odmianę buddyzmu tybetańskiego do czasów obecnych.
do 1635 – Tāranātha ugruntował nową tradycję dzionang wywodzącą się od Dolpopa Sherab Gyaltsen (1292-1361 r. n.e.).
do 1899 – Rewitalizowanie nauk sutr i tantr w ramach wielu kolekcji scholastyka Dziamgon Kongtrul Lodro Thaje związanych z ruchem rime, który w odróżnieniu od syntezy Tsongkhapy zebrał przekazy tantr, term i nauk uwzględniając ich różnorodność, odrębność i oryginalność. Z tego względu do czasów obecnych stosuje się podział buddyzmu Tybetu na osiem wielkich systemów praktyk oraz syntezę praktyk w ramach tradycji gelug. W tym okresie Tybetem zaczęli władać dalajlamowie.
od 1959 – Współczesny rozwój buddyzmu tybetańskiego na skutek inwazji Tybetu i aneksji tego wówczas niepodległego państwa przez komunistyczne Chiny Dalajlama XIV, kiedy wielu wybitnych uczonych i mistrzów buddyzmu tybetańskiego zmuszonych zostało do opuszczenia Tybetu i udania się na emigrację.
Buddyzm tybetański wkracza w nową erę rozwoju we wcześniej niedostępnych dla buddyzmu krajach Zachodu oraz w pozostałych buddyjskich i niebuddyjskich krajach świata. Pierwszymi z mistrzów początkujących tę erę, którzy zdobyli popularność na Zachodzie byli mówiący w j. angielskim Chögyam Trungpa Rinpoche (1939–1987 r. n.e.) z kagju, który przeprowadził się do Stanów Zjednoczonych w 1970 r. i lama Thubten Yeshe (1935–1984 r. n.e.) z gelug. Położyli oni grunt pod trwającą do dziś popularność tej religii na Zachodzie i wizyty najwyższych rangą tybetańskich mistrzów tantrycznych takich jak Karmapa Rangdziung Rigpe Dordże (1924–1981 r. n.e.), Kalu Rinpocze (1905–1989 r. n.e.) z kagju, Kjabdzie Ling Rinpoche (1903–1983 r. n.e.), Kjabdzie Trijang Rinpoche (1900–1981 r. n.e.) z gelug, Dudziom Rinpocze (1904–1987 r. n.e.), Dilgo Khyentse Rinpocze (1910–1991 r. n.e.), Czogjal Namkhai Norbu (ur. 1938) z ningma, oraz mistrzowie z sakja Sakja Trizin (ur. 1945) i Dezhung Rinpocze (1906–1987 r. n.e.), który mieszkał w Seattle od 1960 r.